# جوليان ديفيز كورنيل
جوليان ديفيز كورنيل (بالإنجليزية: Julien Davies Cornell)‏ هو محامي وشاعر أمريكي، ولد في 17 مارس 1910 في بروكلين في الولايات المتحدة، وتوفي في 2 ديسمبر 1994 في قرية غوشن في الولايات المتحدة.